# Хонго-Сантёмэ (станция)

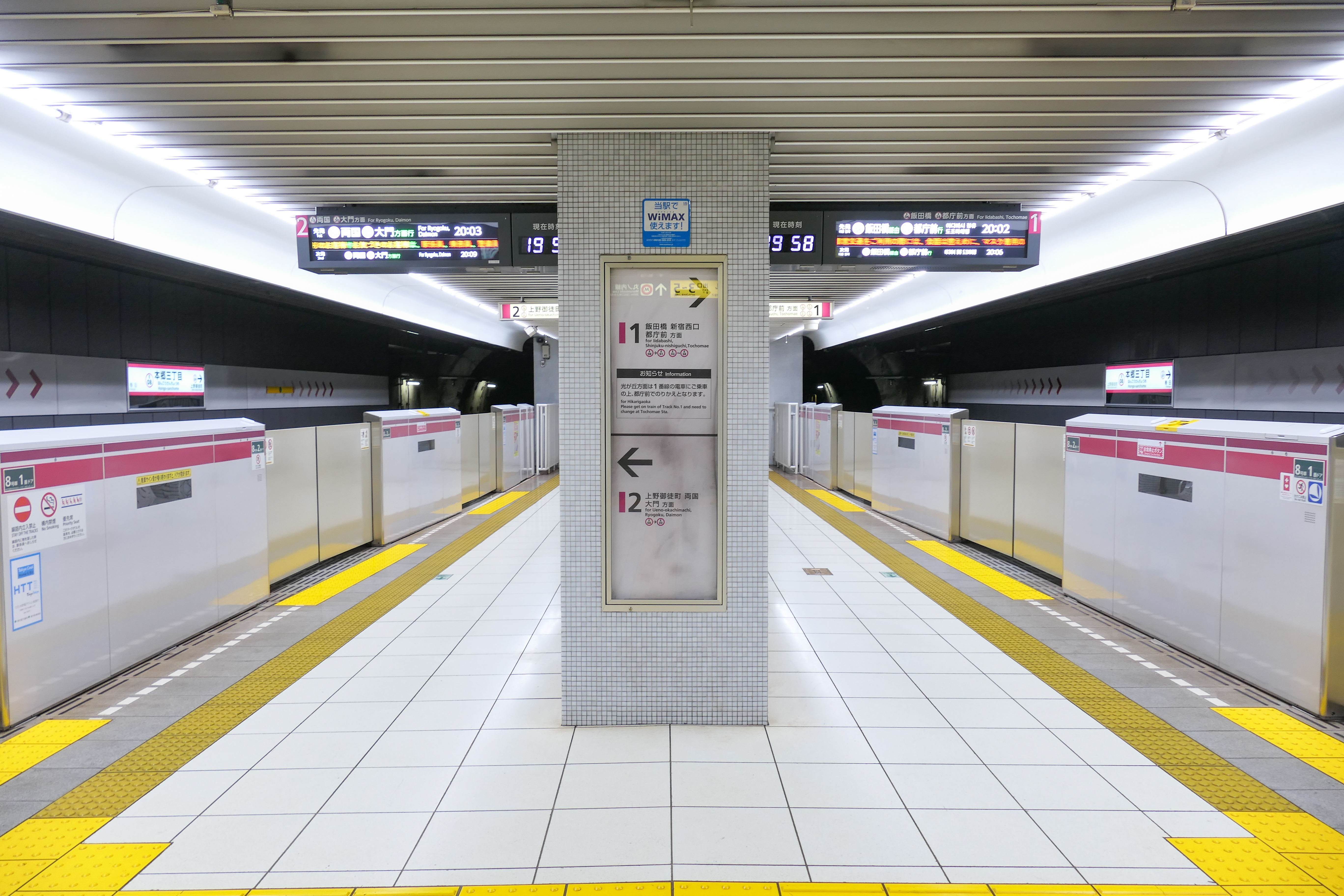
Платформа линии Оэдо

Станция Хонго-Сантёмэ (яп. 本郷三丁目駅 хонго: сантё:мэ эки) — железнодорожная станция на линиях Оэдо и Маруноути, расположенная в специальном районе Бункё в Токио. Станция обозначена номером E-08 на линии Оэдо и номером M-21 на линии Маруноути. На станции установлены автоматические платформенные ворота.

## История
- 20 января 1954: Открывается станция линии Маруноути.
- 12 декабря 2000: Открывается станция линии Оэдо.

## Планировка станции

### Tokyo Metro
| 1 | ○ Линия Маруноути | Синдзюку, Огикубо   |
| 2 | ○ Линия Маруноути | Коракуэн, Икэбукуро |

### Toei
| 1 | ○ Линия Оэдо | Иидабаси, Тотёмаэ |
| 2 | ○ Линия Оэдо | Рёгоку, Даймон    |

## Близлежащие станции
| «          |  | Линия           |  | »              |
| ---------- |  | --------------- |  | -------------- |
| Отяномидзу |  | Линия Маруноути |  | Коракуэн       |
| Касуга     |  | Линия Оэдо      |  | Уэно-Окатимати |